# GEDNAP
GEDNAP ist das Akronym für German DNA Profiling und wurde Anfang der 1990er Jahre in Anlehnung an EDNAP (European DNA Profiling, eine Arbeitsgruppe der International Society for Forensic Genetics [ISFG]) erstmals im Rahmen der von der Spurenkommission, der gemeinsamen Kommission der rechtsmedizinischen und kriminaltechnischen Institute in Deutschland, veranstalteten Spurenringversuche zur Qualitätskontrolle in der forensischen Spurenkunde und DNA-Analyse verwendet.
Zunächst wurden die Spurenringversuche mit klassischen serologischen Systemen durchgeführt, die vom rechtsmedizinischen Institut der Medizinischen Hochschule Hannover organisiert wurden. Nach der Einführung der DNA-Systeme wurde das Institut für Rechtsmedizin Münster unter der damaligen Leitung von Bernd Brinkmann von der Spurenkommission beauftragt, die DNA-Ringversuche durchzuführen. Auch nach seiner Emeritierung 2007 führt Brinkmann als Leiter des Instituts für Forensische Genetik die GEDNAP-Spurenringversuche im Auftrag der Deutschen Spurenkommission durch.
Seit 2023 richtet das Institut für forensische Molekulargenetik mit Sitz in Emsdetten die GEDNAP-Spurenringversuche ohne Beteiligung der Spurenkommission aus.
Die GEDNAP-Spurenringversuche werden veranstaltet, um den Teilnehmern die Möglichkeit zu einer regelmäßigen externen Qualitätskontrolle zu geben, deren Ergebnis durch eine bewertete Bescheinigung dokumentiert wird. Durch diese Bescheinigung kann der Teilnehmer dokumentieren, dass er eine festgelegte Anzahl von Spuren und/oder Vergleichsproben für eine darin benannte Anzahl von genetischen Systemen erfolgreich typisiert hat.
Pro Jahr werden zwei Ringversuche veranstaltet. Die Teilnehmer erhalten drei Vergleichsproben und vier künstlich angelegte Spuren, die prinzipiell alle in der Fallarbeit auftretenden Spuren simulieren sollen. Dabei kann es sich um Mischspuren von maximal drei Personen handeln. Als Spurenarten kommen Speichel-, Blut- und Sperma-Spuren (sowie Mischungen dieser Spurenarten) in Betracht.
Während die Teilnehmer ursprünglich aus deutschsprachigen Ländern stammten, sind in den letzten Jahren immer mehr Teilnehmer aus anderen europäischen Ländern hinzugekommen, nicht zuletzt durch die Mitglieder des European Network of Forensic Science Institutes (ENFSI), die die GEDNAP-Ringversuche als ihren offiziellen Ringversuch übernommen haben. Die Teilnehmer sind Labore aus dem Bereiche Forensik und Genetik. Die erfolgreiche Teilnahme ist z. B. auch eine Voraussetzung für die Akkreditierung gemäß DIN EN ISO/IEC 17025, die in Deutschland durch die Deutsche Akkreditierungsstelle durchgeführt und überwacht wird.